# Inchiesta sul cristianesimo
Inchiesta sul cristianesimo è un saggio dello scrittore e giornalista italiano Vittorio Messori.

## Contenuto
In questo libro del 1986 l'autore intervista, sui grandi temi della fede e della religione cristiana, quarantasette personaggi della cultura, tra i quali: Umberto Eco, Hans Küng, Jean Guitton, Pietro Citati, Leonardo Sciascia ed Elémire Zolla.

## Edizioni
- Vittorio Messori, Inchiesta sul Cristianesimo, Arnoldo Mondadori Editore, 1986,  p. 402.